# Gorno Sztrogomiste
Gorno Sztrogomiste (macedónul: Горно Строгомиште, albánul Drogomishti i Madh) település Észak-Macedóniában, a Délnyugati körzet Kicsevói járásában, 2013-ig a Zajaszi járás része volt, ami teljes egészében beolvadt a Kicsevói járásba.

## Népesség
| Lakosok száma | 506  | 537  | 596  | 764  | 915  | 4    | 1059 | 1123 | 699  |
|               | 1948 | 1953 | 1961 | 1971 | 1981 | 1991 | 1994 | 2002 | 2021 |

2002-ben 1123 lakosa volt, akik közül 1093 albán, 4 macedón és 26 egyéb.